# Lathrobium fovulum
Lathrobium fovulum är en skalbaggsart som beskrevs av Stephens 1833. Lathrobium fovulum ingår i släktet Lathrobium, och familjen kortvingar. Arten är reproducerande i Sverige.